# Tina Flecken
Tina Flecken (* 14. Januar 1968 in Köln) ist eine deutsche Übersetzerin literarischer Werke.

## Leben und Werk
Tina Flecken absolvierte ein Studium der Skandinavistik, Anglistik und Germanistik in Köln und studierte von 1991 bis 1993 mit einem DAAD-Stipendium die Isländische Sprache an der Universität Island in Reykjavík. Von 1997 bis 2002 war sie als Verlagslektorin im Könemann Verlag in Köln tätig. Seit 2004 arbeitet sie als freiberufliche Übersetzerin und Lektorin. Sie übersetzte erzählende Prosa und Lyrik aus dem Isländischen, Schwedischen und Englischen ins Deutsche, darunter zahlreiche Romane der isländischen Gegenwartsliteratur. 
Für die 2011 im S. Fischer Verlag erschienene fünfbändige Neuübersetzung der Isländersagas übertrug sie aus dem Altisländischen die Vinlandsagas, zu denen Die Saga von Eirík dem Roten (Eiríks saga rauða) und die Saga von den Grönländern (Grænlendinga saga) gehören, und schrieb dazu auch die Einleitung. Auf dem Literaturfest auf Schloss Corvey im September 2011, auf dem die neu übersetzten isländischen Sagas zum ersten Mal in inszenierten Lesungen vorgestellt wurden, gehörte sie zu dem international besetzten Übersetzer-Forum, das die Erfahrungen mit der Übertragung mittelalterlicher Literatur in die Gegenwart diskutierte. Im September 2021 wurde sie vom damaligen isländischen Staatspräsidenten Guðni Th. Jóhannesson mit dem Übersetzerpreis Orðstír ausgezeichnet.
Flecken ist Mitglied im Verband deutschsprachiger Übersetzer literarischer und wissenschaftlicher Werke, VdÜ. Sie lebt in Köln.

## Übersetzungen
- Eiríkur Örn Norðdahl: Böse, Stuttgart 2014 (übersetzt mit Betty Wahl)[7]
- Andri Snær Magnason: Bónus, Freiburg im Breisgau 2011
- Andri Snær Magnason: LoveStar, Köln 2010
- Árni Þórarinsson: Ein Herz so kalt, München 2011
- Árni Þórarinsson: Todesgott, München 2008
- Bjarni Bjarnason: Die Rückkehr der Jungfrau Maria, Stuttgart 2012
- Bragi Ólafsson: Der Botschafter, Frankfurt am Main 2009
- Bragi Ólafsson: Die Haustiere, München 2005
- Gerður Kristný: Die grüne Bluse meiner Schwester, Berlin 2013
- Guðrún Eva Mínervudóttir: Der Schöpfer, München 2011
- Guðmundur Andri Thorsson: In den Wind geflüstert, Hamburg 2014
- Ingibjörg Hjartardóttir: Die andere Tochter, München 2013
- Jónína Leósdóttir: Am liebsten gut, Köln 2011
- Kristín Steinsdóttir: Eigene Wege, München 2009
- Linda Vilhjálmsdóttir: Öll fallegu orðin / Alle schönen Worte (Gedichte), Münster 2011
- Mikael Torfason: Der dümmste Vater der Welt, Köln 2003
- Mikael Torfason: Lost in Paradise. Islands arme Könige, ein amerikanischer Himmel und ich, Torfis zweiter Sohn, München 2017
- Henry Moore: Eine monumentale Vision, Köln 2005 (übersetzt zusammen mit Bärbel Jaenicke)
- Ragnar Jónasson: Todesnacht, Frankfurt am Main 2013
- Sjón: Gesang des Steinesammlers / Söngur steinasafnarans, Münster 2006
- Sjón: Bewegliche Berge, Berlin 2018 (übersetzt zusammen mit Betty Wahl)
- Anna Starmer: Enzyklopädie Wohnen mit Farben, Köln 2005 (übersetzt zusammen mit Heinrich Degen)
- Stefán Máni: Das Schiff, Berlin 2009
- Steinunn Sigurðardóttir: Heiðas Traum, München 2018
- Þráinn Bertelsson: Walküren, München 2008
- Robert Vavra: Vavras Pferde, Königswinter 2007
- Yrsa Sigurðardóttir: Die eisblaue Spur, Frankfurt am Main 2010

- Feuernacht, Frankfurt am Main 2011
- Das gefrorene Licht, Frankfurt am Main 2007
- Geisterfjord, Frankfurt am Main 2011
- Das glühende Grab, Frankfurt am Main 2008
- Die IQ-Kids und die geklaute Intelligenz, Frankfurt am Main 2011
- Das letzte Ritual, Frankfurt am Main 2006
- Seelen im Eis, Frankfurt am Main 2013
- Todesschiff, Frankfurt am Main 2012